# Ermenek

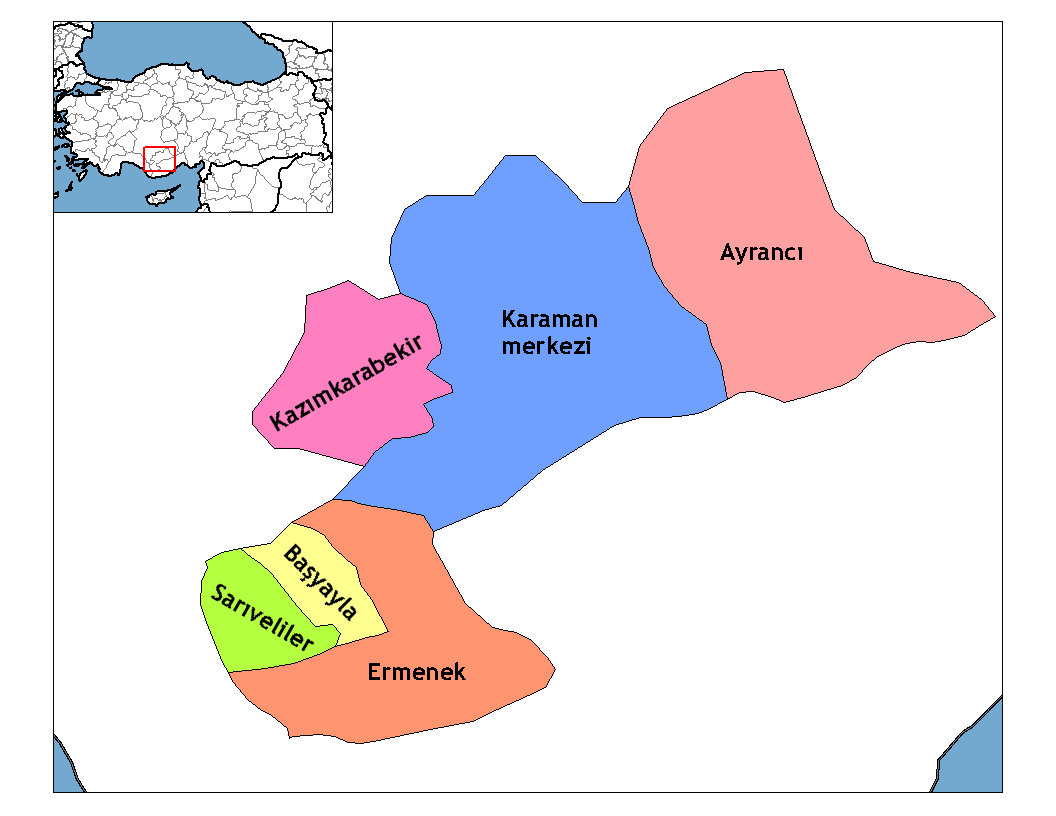
Mapa

Ermenek (també Ermenak) és una ciutat de Turquia a la província de Karaman, cap del districte homònim. La població era de 15.509 habitants el 2000 i 7.536 el 1960 i el districte és de 42.643 el 2000 (36.380 el 1960). Està no gaire lluny de la confluència de dos afluents del Göksu (clàssic Kalykadnos). Destacata la mesquita d'Ulu Jamia datada el 1302/1303 construïda per ordre de Bedreddin Mahmud Bey.

## Història
Germanicòpolis de Cilícia (llatí Germanicopolis, grec Germanikopolis) fou una ciutat d'Isàuria (Cilícia occidental) situada a uns 415 metres sobre el nivell del mar. Va rebre el seu nom en honor de Germànic, fill de Drus Claudi Neró o Drus major (germà de Tiberi). El segle v fou seu d'un bisbe; quatre dels bisbes del període romà d'Orient són coneguts: Tyrannus, 451; Bisulas, segle VI; Eustathius, 797; i Basili, 878. La ciutat no fou important, i destacà només el 1098 quan fou teatre d'una gran derrota dels croats davant els armenis rubènides, que anomenaven la ciutat com Germanig, del que va derivar el seu nom actual d'Ermenek i així al segle xii va formar part del Regne Armeni de Cilícia.
Fou conquerida per Kaykubad I de Rum el 1228. Després fou possessió dels karamànides i una de les seves residències; una vegada desaparegut el sultanat seljúcida de Rum, aquesta dinastia la va fer servir de base per expandir-se cap a Karaman i Konya. Va passar als otomans sota Mehmet II. Va estar més de quatre segles en poder de l'Imperi Otomà. Sota aquest domini fou un kada del wilayat d'Adana, sandjak d'Icel; després, ja sota la república (proclamada el 1923), un kada de la província de Konya abans de ser unit a la de Karaman.

## Pobles
Relació de pobles del districte:
- Ağaççatı
- Ardiçkaya
- Aşağı Çağlar
- Balkusan
- Boyalık
- Çamlıca
- Çatalbadem
- Çavuş
- Eskice
- Evsin
- Elmayurdu
- Görmeli
- Gökceseki
- Gökcekent
- İkizçınar
- Katranlı
- Kayaönü
- Olukpınar
- Pamuklu
- Pinarönü
- Sarıvadi
- Tepebaşı
- Yalındal
- Yaylapazarı
- Yerbağ
- Yeşilköy
- Yukarı Çağlar